# 南河浜遗址
南河浜遗址位于浙江省嘉兴市秀洲区大桥镇云西村，遗址西距沪杭高速公路100米，西距嘉兴城区约11公里，面积约两万平米。1996年4月至11月，为配合沪杭高速公路建设，浙江省文物考古研究所对南河浜遗址进行抢救性发掘，实际发掘面积约1000平方米，发现泽文化时期人工堆筑的土台一处，清理墓葬96座，房屋7座和灰坑26个，出土陶器、石器、骨器、玉器等类文物700余件，尤其是在泽文化的发现和研究方面取得丰硕成果。。南河浜遗址的发掘是继上海青浦泽遗址发掘之后，关于崧泽文化最重要的考古工作。

1996年，被提名参选当年全国十大考古新发现，但最终未能入选。

2006年5月25日，列入第六批全国重点文物保护单位。
- 黑陶高足杯，南河浜遗址出土